# Нехорошев, Владимир Дмитриевич
Владимир Дмитриевич Нехорошев (? (приблизительно 1910) — 1986) — советский конструктор, один из основоположников механизированной уборки хлопка, лауреат Сталинской премии за 1950 год.
С 1939 году работал в Ташкентском филиале ВИСХОМа, с февраля 1946 года до выхода на пенсию — в организованном на базе КБ завода «Ташсельмаш» и Ташкентского филиала ВИСХОМа ГСКБ по машинам для хлопководства.
В 1948 году конструкторская группа, в состав которой он входил, разработала вертикальношпиндельную хлопкоуборочную машину СХМ-48, которая на сравнительных испытаниях показала высокую производительность — до 3 тонн в день, при хорошем качестве работы, и её приняли к серийному производству на заводе «Ташсельмаш».
За создание этой машины в 1950 году авторскому коллективу присуждена Сталинская премия.
Изобретения:
- Хлопкоуборочная машина. М. Н. Марков и В. Д. Нехорошев. Заявлено 4 июля 1949 г.
- Приспособление для съема хлопка-сырца с вертикальных шпинделей хлопкоуборочных машин. М. Н. Марков и В. Д. Нехорошев. Заявлено 12 апреля 1950 г.
- Приспособление к хлопкоуборочной машине для транспортировки волокна.

В 1971—1974 годах вместе с сыном Георгием получил авторские свидетельства на изобретения «Нижняя опора вертикального шпинделя хлопкоуборочной машины», «Хлопкоуборочный аппарат» и «Устройство для транспортирования хлопка-сырца»..